# Liste der Biografien/Giz
Liste der Biografien |
Portal Biografien |
Personensuche
# |
A |
B |
C |
D |
E |
F |
G |
H |
I |
J |
K |
L |
M |
N |
O |
P |
Q |
R |
S |
T |
U |
V |
W |
X |
Y |
Z |
?
 
Ga |
Gb |
Gc |
Gd |
Ge |
Gf |
Gh |
Gi |
Gj |
Gk |
Gl |
Gm |
Gn |
Go |
Gp |
Gq |
Gr |
Gs |
Gu |
Gv |
Gw |
Gy |
Gz
 
Gia |
Gib |
Gic |
Gid |
Gie |
Gif |
Gig |
Gih |
Gij |
Gik |
Gil |
Gim |
Gin |
Gio |
Gip |
Gir |
Gis |
Git |
Giu |
Giv |
Giw |
Giy |
Giz
Die Liste der Biografien führt alle Personen auf, die in der deutschsprachigen Wikipedia einen Artikel haben. Dieses ist eine Teilliste mit 19 Einträgen von Personen, deren Namen mit den Buchstaben „Giz“ beginnt.

## Giz

### Giza
- Giza, Helen (* 1968), britisch-US-amerikanische Managerin
- Giza, Piotr (* 1980), polnischer Fußballspieler

### Gize
- Gizenga, Antoine (1925–2019), kongolesischer Politiker
- Gizewski, Christian (1941–2019), deutscher Althistoriker

### Gizi
- Gizikis, Faidon (1917–1999), griechischer Armeegeneral und Präsident Griechenlands
- Gizirian, Yeghishé (1925–2016), Bischof der Armenischen Apostolischen Kirche

### Gizo
- Gizouli, Ismail El, sudanesischer Umwelt- und Energiespezialist
- Gizow, Alexandar (* 1987), bulgarischer Fußballtrainer

### Gizy
- Gizycki, Adolf von (1834–1891), deutscher Maschinenbauingenieur und Rektor der RWTH Aachen
- Gizycki, Georg von (1851–1895), deutscher Philosoph
- Gizycki, Horst von (1930–2009), deutscher Kunst- und Sozialpsychologe, Schriftsteller, Publizist und Essayist
- Giżycki, Paweł († 1463), polnischer Bischof
- Gizycki, Renate von (* 1928), deutsche Ethnologin, Autorin, Lyrikerin und Übersetzerin
- Gizycki, Thomas von (* 1963), deutscher Politiker (Bündnis 90/Die Grünen), MdL
- Giżyński, Szymon (* 1956), polnischer Politiker, Mitglied des Sejm

### Gizz
- Gizzas, Miguel, portugiesischer Sänger
- Gizzi, Peter (* 1959), US-amerikanischer Autor, Hochschullehrer und Verleger
- Gizzi, Tommaso Pasquale (1787–1849), italienischer Geistlicher, Kardinalstaatssekretär
- Gizziello (1714–1762), italienischer Opernsänger (Kastrat, Sopran)